# Triptæller
En triptæller er et instrument ofte brugt i biler og motorcykler. Triptælleren viser, hvor langt man har kørt siden sidste gang, man nulstillede triptælleren. Dvs. at man for eksempel kan se, hvor langt man har kørt, siden sidste gang man tankede (hvis triptælleren blev nulstillet der).
| Artikelstump | Spire Denne artikel om måleinstrumenter er en spire som bør udbygges. Du er velkommen til at hjælpe Wikipedia ved at udvide den. |